# Rhum de La Réunion

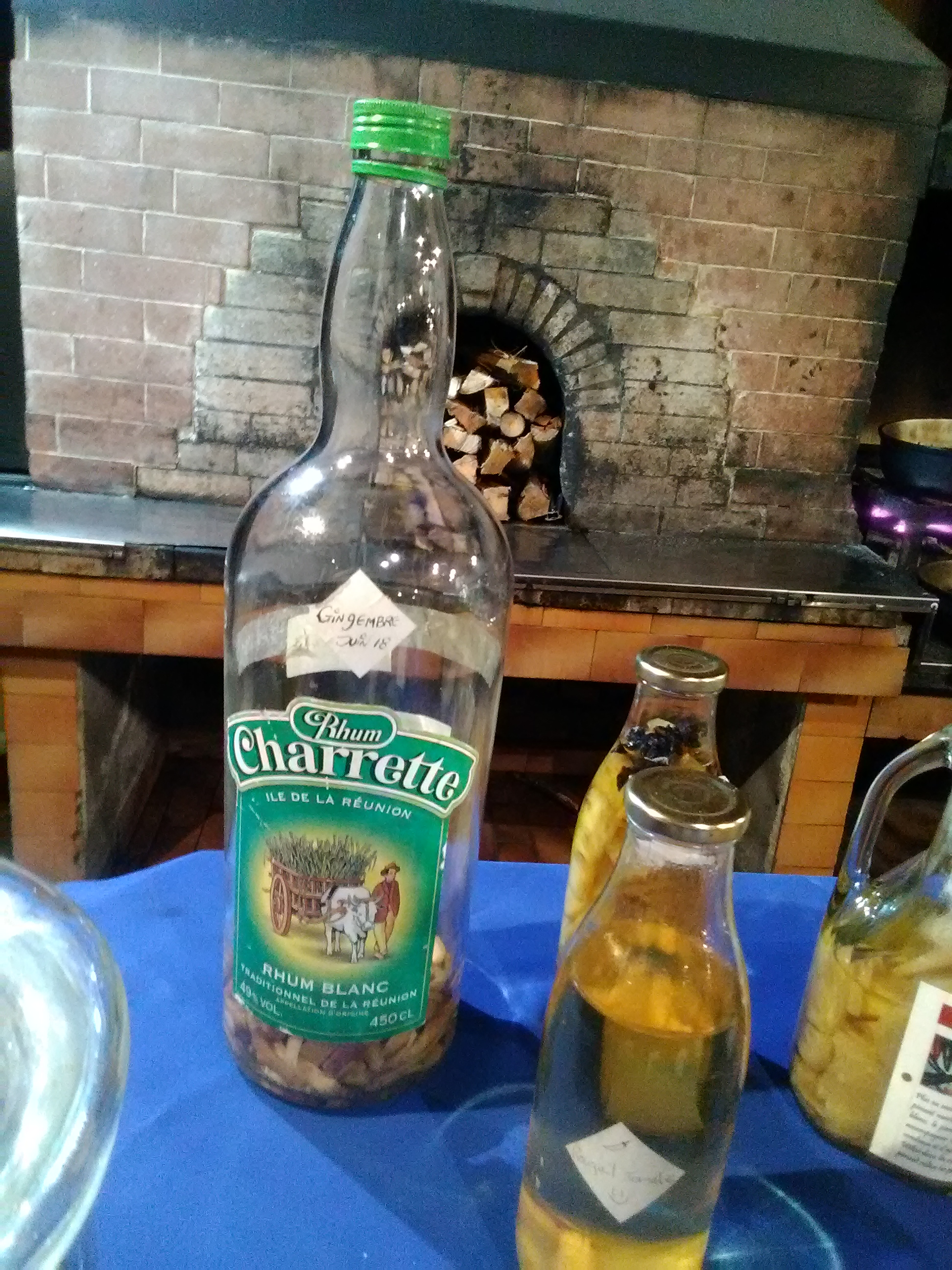
rhum de La Réunion

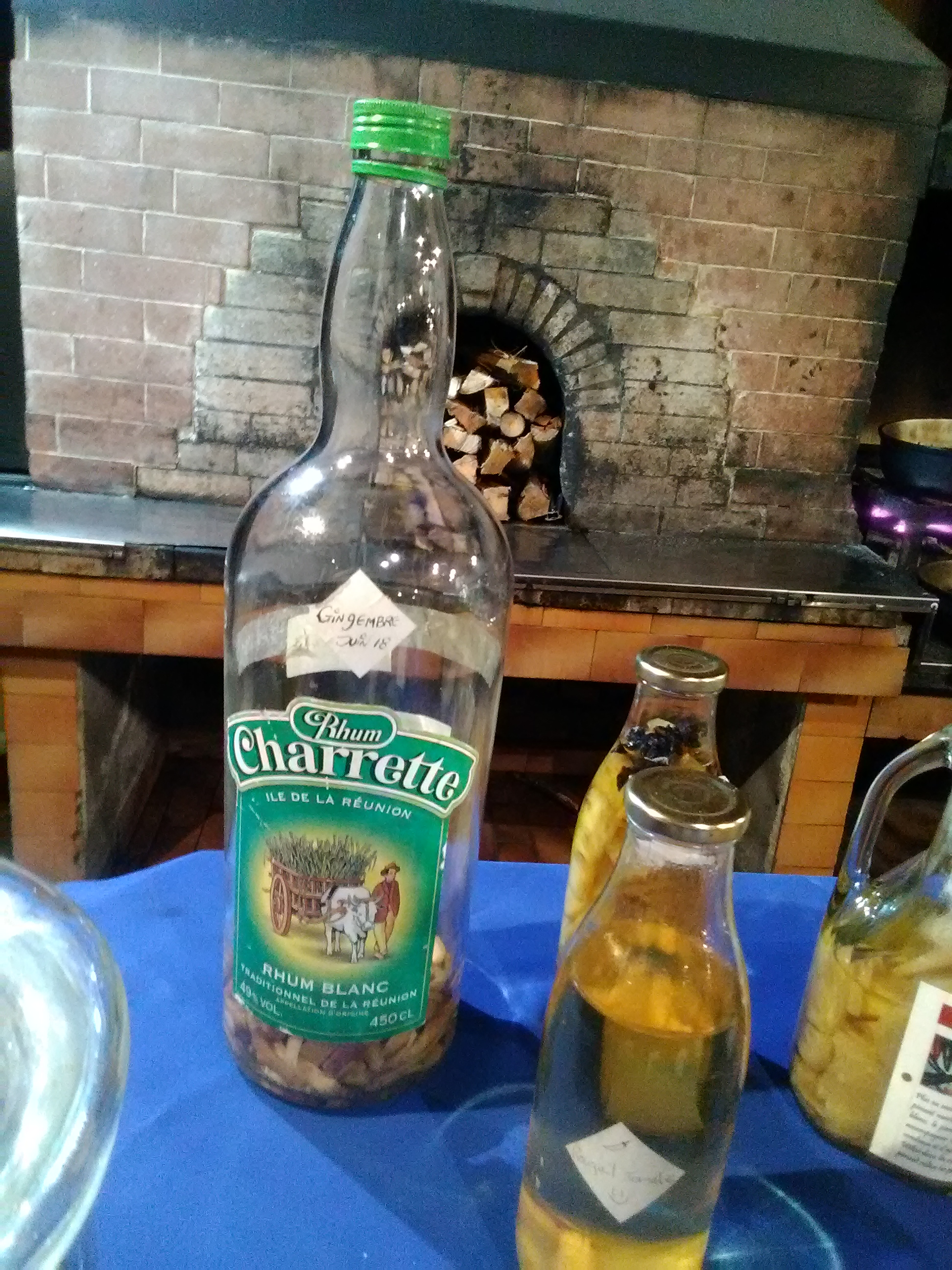
rhum de La Réunion

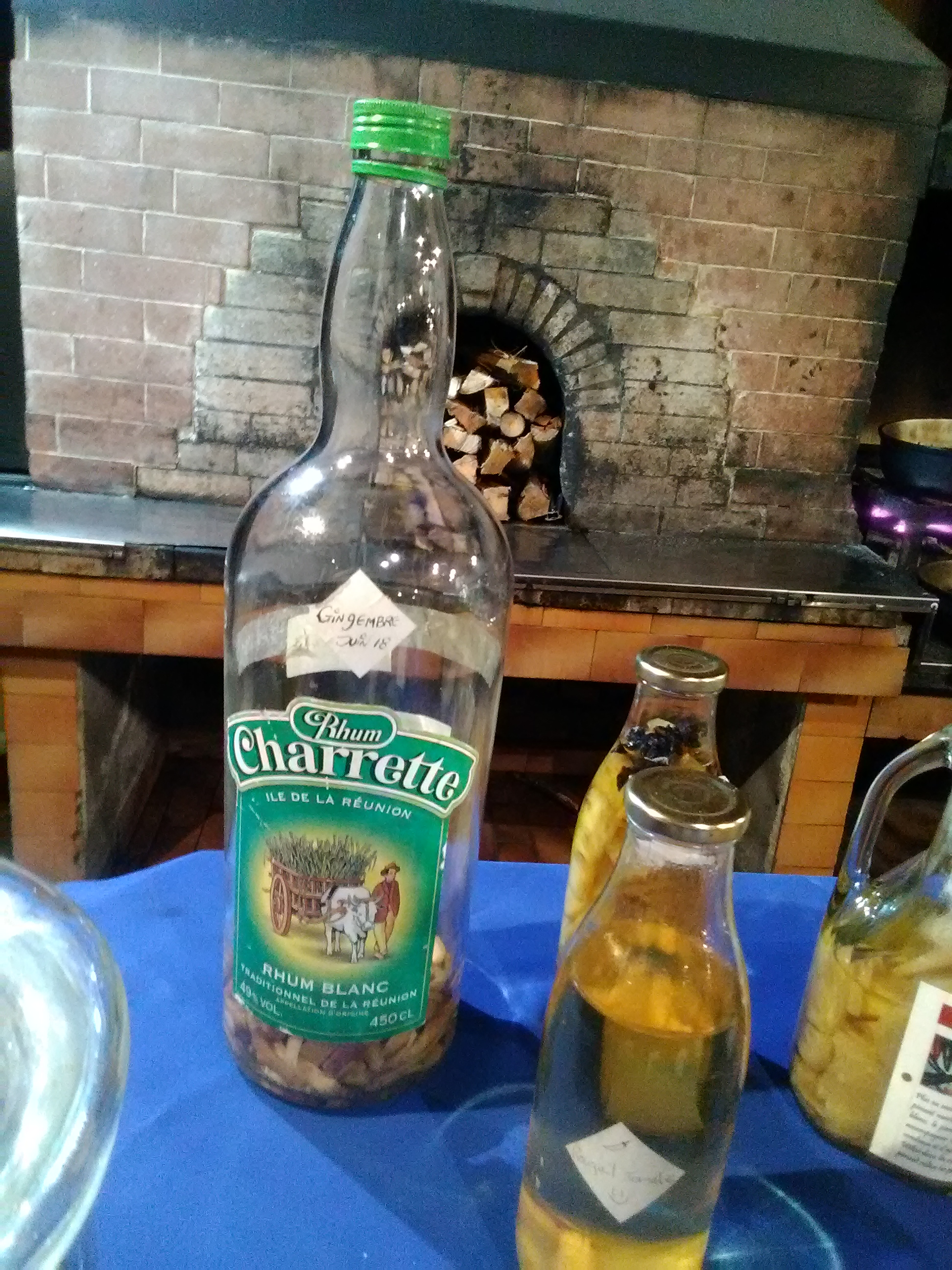
rhum de La Réunion

Le rhum de La Réunion fait partie des institutions culturelles liées à la culture créole réunionnaise. Depuis les premières plantations de canne à sucre, les distilleries réunionnaises s'approvisionnent en mélasse (ingrédient pour la fabrication du rhum traditionnel ou industriel) et en jus de canne à sucre (pour le rhum agricole) auprès des deux usines sucrières de l'île. L'usine du Gol est située sur la commune de Saint-Louis et l'usine de Bois Rouge est située sur la commune de Saint-André. L'approvisionnement de productions artisanales de rhum peut se faire directement auprès des producteurs de canne à sucre.

## Histoire
La culture de la canne à sucre par les Français démarre à La Réunion vers 1650. Les premiers colons remarquent la bonne pousse de la plante sur l'île, et l'alcool tiré est souvent vanté en étant comparé à la production de cidre. Les premiers vins de canne à sucre sont appelés « frangourin » en référence au nom du pressoir développé pour extraire le jus de la canne. La première présence documentée d'un alambic sur l'île remonte à 1704. Un commerce de tafia est déjà répandu sur l'île, mais la Compagnie française des Indes orientales préfère imposer la distribution d'alcools importés.
L'île Bourbon est aux mains des Anglais de 1812 à 1815, puis avec le retour des Français vient une dynamisation de l'industrie sucrière de l'île. En 1820, la Ferme des Guildives  se voit confier l'exclusivité de la fabrication et le débit de rhum sur l'île. Cependant, la production et la distribution sont mal contrôlées, faisant que le rhum réunionnais ne prend pas son essor.
Entre 1815 et 1861, les exportations annuelles de sucre passent de 21 000 à 72 000 tonnes. Mais la crise sucrière qui frappe jusqu'à la Première Guerre mondiale fait chuter le nombre d'usines sucrières sur l'île, de 189 en 1860 à une vingtaine en 1914. Durant cette période, les usines se concentrent essentiellement sur la production de sucre raffiné, le rhum se produisant toujours essentiellement avec la mélasse issue de cette production et dans l'illégalité, et ce malgré des lois restrictives passées dès les années 1830.
Au début des années 2000, les principales distilleries de l'île adaptent leurs productions pour s'ajuster au marché des nouveaux alcools haut-de-gamme. En 2015, les rhums réunionnais obtiennent l'indication géographique protégée, confortant ainsi la stratégie de l'île de se positionner sur le rhum haut-de-gamme. Fin 2022, le Syndicat des producteurs de rhum de La Réunion (SPRR) et la Fédération interprofessionnelle des alcools de canne de La Réunion (Fiacre) se réunissent sous la bannière « La Réunion des rhums » pour renforcer la promotion du rhum réunionnais à l'international.

## Production
La Réunion compte 23,000 hectares de culture de la canne à sucre (premier exportateur européen, 2021). Le rhum de la Réunion est reconnu pour être un « rhum de sucrerie », moins chargé en matières organoleptiques que ses cousins antillais. Il est « plus doux et plus rond » car élaboré à base de mélasses (et donc non agricole), ce qui le rend plus accessible aux néophytes. Le 22 janvier 2015, le rhum de La Réunion obtient l'indication géographique protégée (IGP) homologuée « Rhum de La Réunion » ou « Rhum Réunion » ou « Rhum de Réunion » ou « Rhum de l’île de La Réunion ».
Plusieurs distilleries produisent du rhum sous ses trois principales formes (blanc, ambré, vieux) :
- Distilleries Chatel, producteur du Rhum Charrette
- Distillerie de Savanna
- Distillerie Rivière du Mât
- Établissements Isautier
- Sucrerie-distillerie Payet & Rivière
- Distillerie la Part des anges.

Les principales marques réunionnaises de rhum sont rhum Charrette, Rhum Métiss, Savanna, Rivières du Mât, Isautier, Chatel, Sublim'Canne, Varangues, Créolie....
À La Réunion, les droits d’accises sont de 38 euros par hectolitre d'alcool pur, contre 1600 euros en France métropolitaine (47 fois plus élevés), ce qui rend le rhum local très accessible financièrement.

## Rhum arrangé réunionnais
Le rhum se développe d'abord comme base pour les mélanges médicinaux. Parfois appelé médikaman (médicament), le rhum arrangé est une tradition pour chaque famille de l'île, et chacune le prépare à sa manière, selon ses croyances. L'orchidée faham est un ingrédient typique et mystérieux du rhum arrangé de la Réunion.
La société Coeur d'Arôme basée sur l'île s'est spécialisée dans la vente de sachets de préparation de rhum arrangé, le rhum ne pouvant se vendre sous sa forme « arrangée » dans la plupart des pays du monde.